# 2017년 치아파스 지진
2017년 치아파스 지진은 2017년 9월 7일 23시 49분 (CDT)에 멕시코 치아파스주 피히히아판에서부터 남쪽으로 약 87km 떨어진 테우안테펙만을 진원으로 하는 규모 8.1의 지진이다.
이 지진으로 인한 사망자는 최소 60명이며, 과테말라에서도 사망자가 발생하였다.

## 피해·영향
이 지진으로 나온 사망자는 적어도 60명(치아파스주 12명, 타바스코주 3명, 오아하카주 45명)에 이른다.
물적 피해도 생겨, 붕괴가 일어난 주택은 적어도 100동으로 알려졌으며, 500명 이상이 집을 잃었다. 호텔과 주점 등의 시설에도 영향이 생겼다.

치아파스 지진의 전진, 본진, 여진의 매그니튜드

## 같이 보기
- 2017년 푸에블라 지진